# Kostadinovac (Merošina)
Pour les articles homonymes, voir Kostadinovac.
Kostadinovac (en serbe cyrillique : Костадиновац) est un village de Serbie situé dans la municipalité de Merošina, district de Nišava. Au recensement de 2011, il comptait 253 habitants.

## Démographie
| 1948 | 1953 | 1961 | 1971 | 1981 | 1991 | 2002 | 2011 |
| ---- | ---- | ---- | ---- | ---- | ---- | ---- | ---- |
| 429  | 464  | 427  | 391  | 369  | 325  | 306  | 253  |

|  |